# Дэвидсон, Пенина
Пенина Дэвидсон (англ. Penina Davidson; род. 2 сентября 1995 года в Окленде, регион Окленд, Новая Зеландия) — новозеландская профессиональная баскетболистка, которая выступает в женской национальной баскетбольной лиге за команду «Мельбурн Бумерс». На драфте ВНБА 2018 года не была выбрана ни одной из команд. Играет на позиции лёгкого форварда. Чемпионка женской НБЛ (2022).
В составе национальной сборной Новой Зеландии завоевала серебряные медали чемпионатов Океании 2013 и 2015 годов в Австралии и Новой Зеландии, также принимала участие на чемпионатах Азии 2019 года в Индии, 2021 года в Иордании и 2023 года в Австралии.

## Ранние годы
Пенина Дэвидсон родилась 2 сентября 1995 года в городе Окленд (регион Окленд), а училась она там же в колледже Рангитото, в котором выступала за местную баскетбольную команду.